# Bătălia de la Somosierra
Bătălia de la Somosierra, a opus, la sfârșitul lui noiembrie 1808 o armată franceză sub comanda împăratului Napoleon I, unei armate a Juntei spaniole, conduse de generalul San Juan. Armata spaniolă ocupa trecătoarea Somosierra, prin care trecea drumul strategic dintre capitală și orașul Burgos. Împăratul francez, aflat la Boceguillas, află despre ocuparea trecătorii de către inamic și se îndreaptă în direcția respectivă, însoțit de corpul de armată al lui Victor (diviziile Villatte, Ruffin și Lapisse), de cavaleria Gărzii și de divizia de cavalerie a lui La Tour Maubourg. Lui Lapisse i se ordonă să cucerească Sepulveda, lui Ruffin să ia versantul nordic al Guadarrama. Cu toate acestea, Victor nu progresa așa cum se aștepta, din cauza focului devastator al bateriilor spaniole (4 baterii de 4 piese, protejate de parapeți) amplasate pe drum, în dreptul trecătoarei. Napoleon, sosit cu Garda, observă situația și ordonă lăncierilor polonezi care îl escortau în acea zi să cucerească poziția. Conduși de Kozietulski, aceștia șarjază și, în doar 7 minute, dau peste cap bateriile, fapt ce produce o asemenea panică în rândurile spaniole încât aceștia își masacrează comandantul și rup rândurile, retrăgându-se în dezordine. În urma comportamentului lor extraordinar, regimentul de lăncieri polonezi este admis în Garda Imperială.